# Оссой
Оссо́й — река на острове Сахалин в Охинском городском округе Сахалинской области России. Впадает в залив Чайво Охотского моря. Длина — 41 км. Площадь водосборного бассейна — 183 км².
Начинается к востоку от одноименной горы. Течёт в общем восточном направлении через лиственничную тайгу, в низовьях — через болота. Ширина реки в нижнем течении — 10 метров, глубина — 1,5 метра, скорость течения 0,4 м/с.
Основные притоки — Прямой, Боладек, Правый, Акиста, Южный Вовено (левые), Промысловый, Мутный, Сироусян (правые).

## Данные водного реестра
По данным государственного водного реестра России относится к Амурскому бассейновому округу.
Код объекта в государственном водном реестре — 20050000212118300000340.